# 농업협동화
농업협동화(農業協同化)는 1953년~1958년까지 조선민주주의인민공화국에서 추진된 농촌경리의 사회주의적 협동화를 말한다.

## 개요
1953년 한국전쟁 휴전 이후 북한에서 '농촌에서 자본주의적 요소를 청산, 농민들을 착취와 압박에서 해방하며, 농업생산력을 사적 소유에 기초한 낡은 생산관계의 구속에서 완전히 해방하는 사회혁명'을 재창한다. 1953년 조선로동당 중앙위원회 6차 전원회의에서 결정된 '전후인민경제건설 기본노선'에 따라 추진되었다. 농업협동화과정은 사회주의 건설에서 외국의 원조를 기대할 수 없었던 북한으로서 공업화에 필요한 식량과 원료의 공급을 늘리는 동시에 농촌노동력을 공업부문으로 이전해주기 위해 4~5년의 짧은 기간에 매우 신속하게 이루어졌다. 
이렇게 신속하게 농업협동화가 이루어질 수 있었던 것은 전쟁을 통해 철저히 파괴된 농업생산기반을 농민들 개개인의 노력으로 복구한다는 것은 현실적으로 불가능하다는 점, 토지개혁 이후 농지매매금지, '경작권지'제도 등으로 부농의 성장이 억제되어온 반면, 빈농(한국전쟁 종전 무렵 전체 농가의 40% 차지)의 주체적 역량이 전쟁을 겪으면서 강화된 점이 크게 작용했다. 북한은 '자원성의 원칙'하에 우선 농민에 대한 사상교양사업을 강화하는 한편, 경험적 단계를 설정하고, 실천적 모범을 통해 농민들에게 협동경리의 우월성을 보여줌으로써 광범한 농민대중 특히 중농들이 자원하여 협동조합에 들어오게 했다. 
협동화의 형태로는 노동상조대를 기초로 농사만 집단적으로 하고 수확물은 개별 농가가 차지하는 제1형태, 토지통합과 공동농장관리 하에 노동량과 투자된 토지량에 따라 수확물을 분배하는 반(半) 사회주의적 제2형태, 토지,농기구,역축 등 기본적인 생산수단을 모두 통합, 경영하고 노동량에 따라 분배하는 완전한 사회주의 형태로서의 제3형태를 설정, 농민들의 의식수준에 맞게 선택하도록 했다.
협동농장은 자금대부, 비료, 농기구의 우선적 증배 및 관리에 대한 적극적 지도, 식량, 종곡의 대여, 농번기의 노력지원 등 국가의 지원에 힘입어 1954년말경에는 전체 농가의 약 3분의 1 정도(그중 78%가 제3형태), 1956년까지는 농가의 80.9%, 경지의 77.9%가 협동조합 경영하에 들어와 1958년 8월, 평균 3백호(리 단위)를 하나로 묶은 3843개의 협동조합으로 조직 완결되었다.
이에 따라 식량생산은 1956년 287만톤에서 1960년에는 380만 톤으로 증가, 식량의 자급자족이 달성되었다고 한다.

## 참고서적
- <한국근현대사사전>,가람계획, p358~p359